# Anton Schönberger
Anton Schönberger (* 21. Jänner 1830 in Wels-Hochpoint, Kaisertum Österreich; † 23. Dezember 1871 in Wels, Österreich-Ungarn) war ein österreichischer Mundartschriftsteller und Malermeister.

## Leben
Anton Schönberger wurde am 21. Jänner 1830 als Sohn eines Fischers in der Ortschaft Hochpoint bei Wels geboren. Nach dem Besuch der Volksschule in Wels stand er daraufhin drei Jahre lang in bäuerlichen Diensten, ehe er eine Malerlehre bei August Gnad in Linz begann. Ab dem Jahre 1848 gehörte er für zweieinhalb Jahre dem k. u. k. Niederösterreichischen Feldjägerbataillon „Kopal“ Nr. 10 mit Garnisonsort in Vigo di Fassa an. Dabei nahm er unter anderem auch an den italienischen Feldzügen teil, ehe er nach seinem Kriegsdienst wieder als Malergehilfe in Linz tätig war. Zuletzt war er als selbstständiger Malermeister in Wels, wo er auch der dortigen Liedertafel angehörte, tätig. Des Weiteren galt er als schlagfertiger Gelegenheitsdichter, dessen Dichtungen von frischem Humor zeugten. Am 23. Dezember 1871 verstarb Schönberger etwa einen Monat vor seinem 42. Geburtstag in seiner Heimatstadt Wels.

## Werke (Auswahl)
- Waldbleamaln. Gedichte in oberösterreichischer Mundart. 1866, verschiedene Auflagen.